# Finlandia en los Juegos Paralímpicos de Toronto 1976
Finlandia estuvo representada en los Juegos Paralímpicos de Toronto 1976 por un total de 50 deportistas, 46 hombres y cuatro mujeres.

## Medallistas
El equipo paralímpico finlandés obtuvo las siguientes medallas:
| Nombre                                                       | Deporte         | Evento                                           |
| ------------------------------------------------------------ | --------------- | ------------------------------------------------ |
| Oro                                                          |                 |                                                  |
| Pekka Kujala                                                 | Atletismo       | Disco A masculino                                |
| Pekka Kujala                                                 | Atletismo       | Jabalina A masculino                             |
| Pekka Kujala                                                 | Atletismo       | Peso A masculino                                 |
| Tauno Mannila                                                | Atletismo       | Disco C1 masculino                               |
| Tauno Mannila                                                | Atletismo       | Jabalina de precisión C1 masculino               |
| Tauno Mannila                                                | Atletismo       | Peso C1 masculino                                |
| Atte Kärkkäinen                                              | Atletismo       | Disco E masculino                                |
| Timo Sulisalo                                                | Atletismo       | Jabalina B masculino                             |
| Veikko Hiltunen                                              | Atletismo       | Jabalina de precisión E masculino                |
| Risto Piippo                                                 | Atletismo       | Salto de longitud B masculino                    |
| Raimo Hiiri Veikko Hiltunen Reino Jääskeläinen Arvi Lattunen | Atletismo       | 4 × 100 m E masculino                            |
| Lasse Eva                                                    | Natación        | 100 m espalda C1 masculino                       |
| Plata                                                        |                 |                                                  |
| Carl Lind                                                    | Atletismo       | Disco A masculino                                |
| Carl Lind                                                    | Atletismo       | Peso A masculino                                 |
| Teuvo Talmia                                                 | Atletismo       | Disco B masculino                                |
| Teuvo Talmia                                                 | Atletismo       | Peso B masculino                                 |
| Antti Nikkinen                                               | Atletismo       | Jabalina de precisión C masculino                |
| Kalle Rajanalme                                              | Atletismo       | Jabalina de precisión C1 masculino               |
| Timo Sulisalo                                                | Atletismo       | Jabalina de precisión F masculino                |
| Atte Kärkkäinen                                              | Atletismo       | Peso E masculino                                 |
| Heikki Miettinen                                             | Atletismo       | Salto de altura F masculino                      |
| Martti Juntunen                                              | Atletismo       | Salto de altura sin impulso A masculino          |
| Reino Jääskeläinen                                           | Atletismo       | Pentatlón E masculino                            |
| Heikki Miettinen                                             | Atletismo       | Pentatlón F masculino                            |
| Matti Launonen                                               | Atletismo       | Pentatlón 1A masculino                           |
| Jouko Korhonen                                               | Atletismo       | Pentatlón 2 masculino                            |
| Reino Teivonen                                               | Atletismo       | Peso D masculino                                 |
| Arvo Kalenius Elli Korva                                     | Dartchery       | Dobles clase abierta mixto                       |
| Eero Mäki                                                    | Natación        | 25 m espalda 1B masculino                        |
| Reino Jääskeläinen                                           | Natación        | 50 m mariposa E masculino                        |
| Pekka Hätinen Matti Launonen                                 | Tenis de mesa   | Dobles 1A masculino                              |
| Hugo Illi Veikko Puputti Tauno Valkama                       | Tiro con arco   | Distancia corta por equipos, clase abierta mixto |
| Bronce                                                       |                 |                                                  |
| Raimo Hiiri                                                  | Atletismo       | Disco E masculino                                |
| Raimo Hiiri                                                  | Atletismo       | Jabalina E masculino                             |
| Raimo Hiiri                                                  | Atletismo       | Jabalina de precisión E masculino                |
| Veikko Hiltunen                                              | Atletismo       | 100 m E masculino                                |
| Heikki Miettinen                                             | Atletismo       | 1500 m F masculino                               |
| Timo Sulisalo                                                | Atletismo       | Disco B masculino                                |
| Reino Teivonen                                               | Atletismo       | Jabalina D masculino                             |
| Reino Jääskeläinen                                           | Atletismo       | Peso E masculino                                 |
| Heikki Koistinen                                             | Atletismo       | Salto de longitud A masculino                    |
| Taiso Kainu                                                  | Atletismo       | Pentatlón 4 masculino                            |
| Aimo Sohlmann                                                | Halterofilia    | Peso pesado masculino                            |
| Pekka Kantola                                                | Natación        | 25 m Backstroke 1A masculino                     |
| Pekka Kantola                                                | Natación        | 25 m libre 1A masculino                          |
| Kari Lahtinen                                                | Natación        | 25 m Freelibre style 1C masculino                |
| Atte Kärkkäinen                                              | Natación        | 50 m libre E masculino                           |
| Jouko Pöyry                                                  | Natación        | 100 m espalda 6 masculino                        |
| Pekka Hätinen                                                | Tenis de mesa   | Individual 1A masculino                          |
| Equipo                                                       | Voleibol de pie | Torneo masculino                                 |